# Soulfood Music Distribution
La Soulfood Music Distribution è una società di distribuzione musicale tedesca fondata a Amburgo da Georg Schmitz e Jochen Richer nel 2002. I due hanno già maturato esperienza presso Intercord (1990–1998) e Edel AG (1998–2002). L'azienda è responsabile della distribuzione di circa 100 etichette discografiche (principalmente europee) con diversi stili musicali. La società agisce anche come casa discografica. Il nome è Soulfood senza Music Distribution.

## Etichette
- AFM Records (Edguy, Rhapsody of Fire e altri)
- Blue Rose (Steve Earle, Kris Kristofferson e altri)
- Deutschmaschine Schallplatten (And One e altri)
- Limb Music (Eldritch, Luca Turilli e altri)
- Listenable Records (Gojira, Sybreed e altri)
- Massacre Records (Graveworm, Pretty Maids e altri)
- Prophecy Productions (The Vision Bleak, Dornenreich e altri)
- Pure Steel Records (Chastain, Warrant e altri)
- ROAR! Rock of Angels Records
- Rookies & Kings (Frei.Wild, Mono Inc. e altri)
- Rude Records[3]
- Spinefarm Records (Children of Bodom, Nightwish e altri)
- Trisol (ASP, Dope Stars Inc. e altri)